# Musculus longitudinalis superior linguae

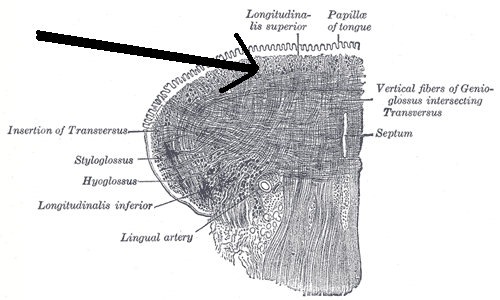
A nyelv csúcsa (a nyíl mutatja az izmot)

A musculus longitudinalis superior linguae egyike a néhány izomnak, amelyek a nyelvet alkotják.

## Eredés, tapadás, elhelyezkedés
A nyelv felső részét alkotja. A gégefedőről (epiglottis) ered és a nyelv szélén fut előre.

## Beidegzés
A nervus hypoglossus idegzi be.